# Anigrus frequens
Anigrus frequens är en insektsart som först beskrevs av Matsumura 1914.  Anigrus frequens ingår i släktet Anigrus och familjen Meenoplidae. Inga underarter finns listade i Catalogue of Life.